# Lamtimpeung
Lamtimpeung is een bestuurslaag in het regentschap Aceh Besar van de provincie Atjeh, Indonesië. Lamtimpeung telt 619 inwoners (volkstelling 2010).